# Ivens Bastos de Araújo
Ivens Bastos de Araújo (Manaus, 15 de março de 1903 — Petrópolis, 14 de fevereiro de 1967) foi um advogado, jornalista e político brasileiro.

## Vida
Filho de Alfredo Porfírio de Araújo e de Amélia Bastos de Araújo, bacharelou-se em direito pela Universidade do Rio de Janeiro, em 1926.

## Carreira
Foi deputado à Assembleia Legislativa de Santa Catarina na 1ª legislatura (1935 — 1937), eleito pelo Partido Liberal Catarinense.